# Agmina hircina
Agmina hircina là một loài Trichoptera trong họ Ecnomidae. Chúng phân bố ở miền Australasia.